# Tatjana Schnell
Tatjana Schnell (* 1971 in Homberg (Efze)) ist eine deutsche Psychologin. Sie ist Professorin an der MF Norwegian School of Theology, Religion and Society in Oslo.

## Leben
Tatjana Schnell studierte Psychologie, Theologie und Philosophie in Göttingen, London, Heidelberg und Cambridge. Sie promovierte 2004 an der Universität Trier in Psychologie zum Thema implizite Religiosität. 2012 habilitierte sich Schnell in Psychologie an der Universität Innsbruck, wo sie von 2005 bis 2013 zuerst als wissenschaftliche Mitarbeiterin, dann als Assistenzprofessorin tätig war. Von 2013 bis 2024 war Schnell assoziierte Professorin für Persönlichkeits- und Differentielle Psychologie an der Universität Innsbruck. Sie hat seit 2020 die Professur für Existenzielle Psychologie an der MF Specialized University in Oslo, Norwegen inne.
2022 gründete Schnell gemeinsam mit der Innsbrucker Agentur P8 Marketing und einem Team aus Psychologen das Start Up Sinnmacher – The Meaning Mining Company, das eine Online-Plattform betreibt, die Menschen dabei begleitet ihren Sinn im Leben zu finden und zu stärken.

## Arbeits- und Forschungsschwerpunkte
Als Sinnforscherin beschäftigt sich Tatjana Schnell seit über zwanzig Jahren mit der Frage nach dem Sinn: im Leben, in der Arbeit, in Krisenzeiten. Sie forscht dabei empirisch zu Themen wie Lebenssinn, Weltanschauung, Leiden und Sterblichkeit und deren praktischer Bedeutung für Individuen, Organisationen und Gesellschaft. Schnell leitet die Arbeitsgruppe Empirische Sinnforschung an der Universität Innsbruck und hat 2010 das Existential Psychology Lab gegründet. Sie ist in verschiedenen Gremien und Funktionen tätig, ist Referentin für wissenschaftliche und angewandte internationale Veranstaltungen und schreibt seit 2020 für die deutsche Wochenzeitung Die Zeit.
Sinnerfüllung beruht laut Schnell auf vier Komponenten: Kohärenz, Bedeutsamkeit, Orientierung und Zugehörigkeit. Sinnerfüllung geht laut Schnell einher mit Selbstannahme, Selbstwirksamkeitserwartungen, Regulationsfähigkeiten, Resilienz sowie mit der Befriedigung psychologischer Bedürfnisse wie Autonomie, Kompetenz und sozialer Einbindung. Auch die körperliche Gesundheit und die Lebensdauer werden durch die Sinnerfahrung beeinflusst.
Schnell definierte in ihrer Forschung 26 Sinnquellen, die sich in fünf Sinndimensionen einordnen lassen: Selbstverwirklichung, Wir- und Wohlgefühl, Ordnung, Orientierung an einer höheren Macht, Verantwortung für das größere Ganze. Das Sinnerleben wird dabei stabiler, wenn man aus mehreren Sinnquellen schöpft. Der Sinnquelle, die laut Schnells Forschung am meisten Sinn stiftet, ist die Generativität, ein Begriff des Psychologen Erik H. Erikson. Generativität im Bezug auf Sinnerfüllung bedeutet, Verantwortung für künftige Generationen zu übernehmen und so dazu beizutragen, dass die Welt ein lebenswerter Ort bleibt.

## Schriften (Auswahl)
Researchgate verzeichnet über 150 Publikationen unter Beteiligung Tatjana Schnells.
- mit Kilian Trotier: Sinn finden. Warum es gut ist, das Leben zu hinterfragen. Ullstein, Berlin 2024, ISBN 978-3-550-20290-2.
- Psychologie des Lebenssinns. Springer-Verlag, Berlin 2020, ISBN 978-3-662-61119-7.
- The Psychology of Meaning in Life. Routledge, Oxfordshire 2021, ISBN 978-0-367-41585-3.
- Life Meaning Versus Intelligence: An Analysis of Three Qualities of Meaning Among Gifted Adults. In: Alexander Batthyány: Logotherapy and Existential Analysis. Springer International Publishing, 2024, ISBN 978-3-319-80568-9, S. 241–258.
- Spirituality. In: Virgil Zeigler-Hill, Todd K. Shackelford: Encyclopedia of Personality and Individual Differences. Springer, 2020, S. 241–258, ISBN 978-3-319-24610-9
- Sinnerleben und Wohlergehen in Zeiten von Covid-19. In: Peter Assmann, Astrid Flögel & Roland Sila (Hrsg.): Wissenschaftliches Jahrbuch der Tiroler Landesmuseen. Band 13. StudienVerlag, Innsbruck-Wien-Bozen 2020, ISBN 978-3-70656082-5, S. 31–35 (zobodat.at [PDF]).
- Glücksversprechen? Die Selbstdarstellung diakonischer Sozialunternehmen aus Perspektive der Sinn- und Glücksvorstellung. In Christian Albrecht: Gibt es Glück in der Diakonie? Mohr Siebeck Verlag, Tübingen 2019, ISBN 978-3-7065-6082-5, S. 17–34.
- Säulen des Humanismus in der Studie zu Konfessionsfreien Identitäten. In: Ralf Schöppner (Hrsg.): Humanistische Identität heute. Universalismus und Identitätspolitik. Alibri Verlag, Aschaffenburg 2019, ISBN 978-3-7065-6082-5, S. 167–182.
- ‘Belonging’ and its relationship to the experience of meaningful work. In: Ruth Yeoman, Katie Bailey, Adrian Madden, & Marc Thompson (Hrsg.): The Oxford Handbook of Meaningful Work. Oxford University Press, Oxford 2019, ISBN 978-3-7065-6082-5, S. 165–185.